# General Caballero SC
Maillots
Le General Caballero SC est un club paraguayen de football basé à Asuncion, dans le quartier de Zeballos Cué.

## Palmarès
- Championnat du Paraguay D2 :
  - Champion (5) : 1928, 1962, 1970, 1986 et 2010.

- Championnat du Paraguay D3 :
  - Champion (2) : 1993 et 2000.